# Andy Powell (muzyk)
Andy Powell (ur. 19 lutego 1950 w Stepney w East London) – brytyjski gitarzysta i jeden z założycieli zespołu rockowego Wishbone Ash. Powell jest jedynym obecnym członkiem zespołu, który gra w nim od samego początku.
Powell wraz z Tedem Turnerem byli jednymi z pierwszych propagatorów układu „dwóch gitar prowadzących”. Ich muzyka miała wpływ na takie „dwugitarowe” zespoły jak Thin Lizzy, Iron Maiden, Judas Priest i Big Country. Jego najsłynniejszą gitarą jest model Gibson Flying V z 1967 roku.
Na początku nie mógł sobie pozwolić na kupno gitary elektrycznej, więc musiał pożyczać instrumenty, aż w końcu zdecydował się zbudować własny. Od tego czasu samodzielnie wykonał wiele modeli gitar. W roku 1969 odpowiedział na ogłoszenie zamieszczone w magazynie Melody Maker, w którym Martin Turner i Steve Upton szukali gitarzysty. W końcu dołączył do nich wraz z innym gitarzystą - Tedem Turnerem i w ten sposób powstał zespół Wishbone Ash, którego managerem został Miles Copeland. Pierwszy album - Wishbone Ash - wydany został w roku 1970.
Trzeci krążek - Argus - nazwany został przez Melody Maker „Najlepszym Brytyjskim Albumem Roku”, a sam Andy wymieniany był jako jeden z najlepszych gitarzystów w wielu brytyjskich czasopismach muzycznych. W 1996 wydał książkę - „Collector's Guide to Wishbone Ash” - w której przedstawił rozległą historię zespołu.
Zagrał na płytach Ringo Starra i George’a Harrisona.